# Podelzig
Podelzig è un comune di 896 abitanti del Brandeburgo, in Germania.

Appartiene al circondario del Märkisch-Oderland ed è parte della comunità amministrativa di Lebus.

## Società

### Evoluzione demografica
- Sviluppo della popolazione dal 1875 entro gli attuali confini (Linea Blu: Popolazione; Linea puntata: Confronto dello sviluppo della popolazione dello Stato del Brandenburgo; Sfondo grigio: Ai tempi del governo nazista; Sfondo rosso: Al tempo del governo comunista)

| Anno | Abitanti |
| ---- | -------- |
| 1875 | 1 922    |
| 1890 | 1 675    |
| 1910 | 1 306    |
| 1925 | 1 415    |
| 1933 | 1 350    |
| 1939 | 1 172    |
| 1946 | 894      |
| 1950 | 1 199    |
| 1964 | 1 230    |
| 1971 | 1 230    |

| Anno | Abitanti |
| ---- | -------- |
| 1981 | 1 038    |
| 1985 | 993      |
| 1989 | 916      |
| 1990 | 923      |
| 1991 | 909      |
| 1992 | 884      |
| 1993 | 877      |
| 1994 | 877      |
| 1995 | 899      |
| 1996 | 890      |

| Anno | Abitanti |
| ---- | -------- |
| 1997 | 900      |
| 1998 | 935      |
| 1999 | 960      |
| 2000 | 1 000    |
| 2001 | 1 000    |
| 2002 | 1 005    |
| 2003 | 1 010    |
| 2004 | 1 005    |
| 2005 | 992      |
| 2006 | 999      |

| Anno | Abitanti |
| ---- | -------- |
| 2007 | 1 016    |
| 2008 | 988      |
| 2009 | 955      |
| 2010 | 951      |
| 2011 | 908      |
| 2012 | 887      |
| 2013 | 879      |

## Amministrazione

### Gemellaggi
- Bledzew